# Цаллагов Ібрагім Юрійович
Ібрагім Юрійович Цаллагов (рос. Ибраги́м Ю́рьевич Цалла́гов, нар. 12 грудня 1990, Владикавказ, Росія) — російський футболіст, фланговий захисник клубу «Сочі».

## Ігрова кар'єра

### Клубна
Ібрагім Цаллагов є вихованцем футбольної академії міста Владикавказ. Пізніше він перейшов до молодіжної команди самарських «Крил Рад». З 2010 року Цаллагов є постійним гравцем основи у цьому клубі. Свій перший матч на професійному рівні Ібрагім провів у березні 2010 року.
У грудні 2016 року Цаллагов перейшов до пітерського «Зеніта», уклавши з клубом угоду на 3,5 роки. Та не маючи змоги закріпитися в основі команди, вже влітку 2017 року Цаллагов був змушений полишити «Зеніт» і відправився в оренду у московське «Динамо». Ще один сезон Цаллагов провів у складі казанського «Рубіна».
Влітку 2019 року Цаллагов приєднався до клубу РПЛ «Сочі».

### Збірна
Ібрагім Цаллагов провів 22 гри у складі молодіжної збірної Росії. Брав участь у у молодіжній першості Європи у 2013 році.

## Досягнення
Зеніт
 Бронзовий призер чемпіонату Росії: 2016/17
Сочі
 Віце-чемпіон Росії: 2021/22